# Flora River
Der Flora River ist ein Fluss im Norden des australischen Territoriums Northern Territory.

## Geografie

### Flusslauf
Der Fluss entspringt in der Menngen Aboriginal Reserve, in der Nähe der Siedlung Wombungi. Von seiner Quelle fließt er zunächst nach Norden, wendet aber seinen Lauf bald nach Osten. Er durchfließt die Kleinstadt Djarrung und setzt seinen Weg nach Nordosten, durch den Flora River Nature Park fort. Am Nordende dieses staatlichen Schutzgebietes, am Round Hill, vereinigt er sich mit dem  Katherine River zum Daly River.

### Nebenflüsse mit Mündungshöhen
- Waterbag Creek – 162 m
- Scissors Creek – 148 m
- Piker Pocket Creek – 140 m
- Hayward Creek – 121 m
- Dolly Dolly Creek – 105 m
- Mathison Creek – 91 m
- Native Cat Creek – 90 m[1]